# Grbe (Czarnogóra)
Grbe (cyr. Грбе) – wieś w Czarnogórze, w gminie Danilovgrad. W 2011 roku liczyła 847 mieszkańców.